# Оразалин, Кибадат Оразалинович
Кибадат Оразалинович Оразалин (15 февраля 1929, аул Карамурза, Кзылтуский район, Петропавловский округ, Казакская АССР, РСФСР, СССР - 3 октября 2014, Омск, Россия) — старший чабан совхоза «Ельтайский» Кзылтуского района Кокчетавской области, Казахская ССР. Герой Социалистического Труда (1971). Член КПСС с 1966 года.

## Биография
Родился 15 февраля 1929 года в крестьянской семье в ауле Карамурза.
Окончил школу ФЗО в Караганде, после чего с 1949 года трудился на шахте. После окончания в 1956 году годичной сельскохозяйственной школы работал ветеринаром в селе Амангельды Иртышского района Павлодарской области.
С 1959 года — чабан, старший чабан в совхозе «Ельтайский» Кзылтуского района.
Досрочно выполнил задания Восьмой пятилетки (1966—1970) и собственные социалистические обязательства. Указом Президиума Верховного Совета СССР «О присвоении звания Героя социалистического Труда передовикам сельского хозяйства Казахской ССР» от 8 апреля 1971 года за выдающиеся успехи, достигнутые в развитии сельскохозяйственного производства и выполнении пятилетнего плана продажи государству продуктов земледелия и животноводства удостоен звания Героя Социалистического Труда с вручением ордена Ленина и золотой медали «Серп и Молот».
Неоднократно участвовал во Всесоюзной выставке ВДНХ в Москве.
В 1989 году вышел на пенсию. Проживал в Кокшетау.
Умер 3 октября 2014 года в Омске.

## Награды
- Орден Ленина
- Орден Трудового Красного Знамени
- Орден «Знак Почёта»
- Медаль «За трудовую доблесть» (22.03.1966)
- Почётный гражданин Уалихановского района (21.07.2008)